# Nicholas Alexander Chavez
Nicholas Alexander Chavez, född 6 september 1999 i Houston, Texas är en amerikansk skådespelare. Han är känd för sin roll som Lyle Menéndez i Netflix-serien Monster: Berättelsen om Lyle och Erik Menendez. Han har även spelat en av de större större rollerna i TV-serien Grotesquerie.

## Filmografi
- 2021–2024 – General Hospital (TV-serie)
- 2024 – Monster: Berättelsen om Lyle och Erik Menendez (TV-serie)
- 2024 – Grotesquerie (TV-serie)
- 2025 – I Know What You Did Last Summer